# Havana (Floride)
Pour les articles homonymes, voir Havana (homonymie).
Havana est une ville américaine située dans le comté de Gadsden, dans la région de Big Bend, en Floride.

## Démographie
| 1910 | 1920 | 1930  | 1940  | 1950  | 1960  |
| ---- | ---- | ----- | ----- | ----- | ----- |
| 432  | 448  | 1 169 | 1 221 | 1 634 | 2 090 |

| 1970  | 1980  | 1990  | 2000  | 2010  | - |
| ----- | ----- | ----- | ----- | ----- | - |
| 2 022 | 2 782 | 1 654 | 1 713 | 1 754 | - |

Selon le recensement de 2010, Havana compte 1 754 habitants. La municipalité s'étend sur 2,76 milles carrés (7,15 km2).